# Hirundo
Hirundo és un gènere d'ocells de la família dels hirundínids (Hirundinidae). Són petites oronetes que habiten al Vell Món i les illes del Pacífic, a excepció de la cosmopolita Oreneta vulgar.

## Taxonomia
Segons la classificació del Congrés Ornitològic Internacional (versió 13.2, 2023), aquest gènere está format per 15 espècies:
- Hirundo rustica - oreneta comuna.
- Hirundo lucida - oreneta de Guinea.
- Hirundo angolensis - oreneta d'Angola.
- Hirundo tahitica - oreneta de Tahití.
- Hirundo domicola - oreneta dels turons.
- Hirundo neoxena - oreneta australiana.
- Hirundo albigularis - oreneta gorjablanca.
- Hirundo aethiopica - oreneta d'Etiòpia.
- Hirundo smithii - oreneta cuafilosa.
- Hirundo atrocaerulea - oreneta blava.
- Hirundo nigrita - oreneta de pitet blanc.
- Hirundo leucosoma - oreneta alatacada.
- Hirundo megaensis - oreneta de Mega.
- Hirundo nigrorufa - oreneta rojainegra.
- Hirundo dimidiata - oreneta perlada.

Tanmateix, segons altres obres taxonòmiques com el Handook of the Birds of the World i la quarta versió de la BirdLife International Checklist of the birds of the world (Desembre 2019), el gènere Hirundo constaria de 16 espècies, car consideren que una subespècie de l'oreneta de Tahití (H. tahitica javanica), seria una espècie apart. Segons aquest criteri, s'hauria d'afegir:
- Hirundo javanica - oreneta d'Indonèsia.